# Mark Geworgjan
Mark Geworgjan (armenisch Մարկ Գևորգյան; * 1. Juni 2005 in Rosenheim) ist ein armenisch-deutscher Fußballspieler.

## Karriere

### Verein
Geworgjan begann seine Karriere beim TSV 1860 Rosenheim. Zur Saison 2017/18 wechselte er nach Österreich in die Jugend des FC Red Bull Salzburg. Bei den Salzburger durchlief er ab der Saison 2019/20 auch sämtliche Altersstufen der Akademie. Zur Saison 2022/23 rückte er in den Kader des zweitklassigen Farmteams FC Liefering.
Sein Debüt in der 2. Liga gab er im September 2022, als er am siebten Spieltag jener Saison gegen den SV Horn in der Startelf stand. Für Liefering kam er in zwei Jahren zu insgesamt 35 Zweitligaeinsätzen. Nach der Saison 2023/24 verließ er Salzburg.
Im Anschluss daran kehrte er zur Saison 2024/25 nach sieben Jahren nach Deutschland zurück und wechselte zur drittklassigen Reserve von Hannover 96.

### Nationalmannschaft
Geworgjan debütierte im November 2021 für die deutsche U-17-Auswahl, für die er bis Februar 2022 fünfmal spielte. Anschließend wechselte er aber den Verband und gab im Juni 2025 sein Debüt für die U-21-Auswahl Armeniens.

## Persönliches
Sein Zwillingsbruder Mike ist ebenfalls Fußballspieler.